# Ricardo Pereira
Ricardo Alexandre Martins Soares Pereira, noto semplicemente come Ricardo (Montijo, 11 febbraio 1976), è un ex calciatore portoghese, di ruolo portiere.

## Carriera

### Club
Prodotto delle giovanili del Boavista, squadra di Porto, esordisce coi bianconeri nel 1996 e diviene subito titolare. Col Boavista gioca sette stagioni, di cui due con poche presenze (dal 1998 al 2000). Nella stagione 2000-2001 vince il primo campionato nella storia del Boavista, mentre nella stagione 2002-2003 segna anche un gol.
Nell'estate 2003 viene acquistato dallo Sporting Lisbona. Nel 2005 ha raggiunto coi biancoverdi la finale di Coppa UEFA a Lisbona contro il CSKA Mosca, persa per 3-1.
Nell'estate 2007 è stato acquistato dal Betis Siviglia, club spagnolo nel quale gioca da titolare; la squadra nella stagione 2008-2009 retrocede in seconda divisione.
Il 13 gennaio 2011 rescinde il contratto col Betis, accasandosi al Leicester City.
Al termine della stagione 2010-2011, Ricardo rescinde il contratto con il club inglese, accasandosi fino al termine della stagione 2011-2012 alla società portoghese Vitória Setúbal.
Nel giugno del 2012, dopo un'ottima stagione con il Vitória Setúbal, Ricardo termina il contratto con il club bianco-verde, per poi venire acquistato dalla società portoghese Olhanense firmando un contratto annuale che lo lega ai rossoneri fino al termine della stagione 2012-2013. Il 23 dicembre 2014 annuncia il proprio ritiro all'età di 38 anni.

### Nazionale
Esordiente in Nazionale nel 2001, viene convocato per il campionato del mondo 2002 facendo però la riserva di Vítor Baía: dopo il ritiro di quest'ultimo, è titolare al campionato d'Europa 2004 di cui risulta uno dei protagonisti contribuendo con parate decisive al raggiungimento della finale. Ai quarti di finale contro l'Inghilterra, gara vinta ai tiri di rigore, respinge a mani nude (dopo essersi tolto i guanti) il tiro di Darius Vassell e poi realizza il rigore che dà la vittoria alla sua squadra. Nell'atto finale subisce da Angelos Charisteas il gol che consacra la Grecia campione continentale.
Titolare anche al campionato del mondo 2006, la sua porta viene battuta una sola volta in cinque incontri. Nei quarti di finale, i rossoverdi ritrovano l'Inghilterra e la partita si decide nuovamente dagli undici metri: stavolta Ricardo neutralizza i tentativi di Lampard, Gerrard e Carragher (solo Owen Hargreaves realizza il proprio tiro), divenendo il primo portiere capace di neutralizzare tre tiri di rigore in una partita di un Mondiale. In semifinale deve tuttavia arrendersi ad un altro rigore, trasformato dal francese Zidane: nella finale di consolazione subisce una tripletta da Bastian Schweinsteiger e la Germania conquista il bronzo. Per il Portogallo è comunque un ottimo risultato: in precedenza, solo nel campionato del mondo 1966, i lusitani erano saliti sul podio.
Presente anche al campionato d'Europa 2008, disputa quattro incontri su quattro, con il Portogallo eliminato dalla stessa Germania (2-3).

## Statistiche

### Cronologia presenze e reti in nazionale
| Cronologia completa delle presenze e delle reti in nazionale ― Portogallo | Cronologia completa delle presenze e delle reti in nazionale ― Portogallo | Cronologia completa delle presenze e delle reti in nazionale ― Portogallo | Cronologia completa delle presenze e delle reti in nazionale ― Portogallo | Cronologia completa delle presenze e delle reti in nazionale ― Portogallo | Cronologia completa delle presenze e delle reti in nazionale ― Portogallo | Cronologia completa delle presenze e delle reti in nazionale ― Portogallo | Cronologia completa delle presenze e delle reti in nazionale ― Portogallo |
| Data                                                                      | Città                                                                     | In casa                                                                   | Risultato                                                                 | Ospiti                                                                    | Competizione                                                              | Reti                                                                      | Note                                                                      |
| ------------------------------------------------------------------------- | ------------------------------------------------------------------------- | ------------------------------------------------------------------------- | ------------------------------------------------------------------------- | ------------------------------------------------------------------------- | ------------------------------------------------------------------------- | ------------------------------------------------------------------------- | ------------------------------------------------------------------------- |
| 2-6-2001                                                                  | Dublino                                                                   | Irlanda                                                                   | 1 – 1                                                                     | Portogallo                                                                | Qual. Mondiali 2002                                                       | -1                                                                        |                                                                           |
| 6-6-2001                                                                  | Lisbona                                                                   | Portogallo                                                                | 6 – 0                                                                     | Cipro                                                                     | Qual. Mondiali 2002                                                       | -                                                                         |                                                                           |
| 15-8-2001                                                                 | Faro                                                                      | Portogallo                                                                | 3 – 0                                                                     | Moldavia                                                                  | Amichevole                                                                | -                                                                         | 46’                                                                       |
| 1-9-2001                                                                  | Lleida                                                                    | Andorra                                                                   | 1 – 7                                                                     | Portogallo                                                                | Qual. Mondiali 2002                                                       | -1                                                                        |                                                                           |
| 5-9-2001                                                                  | Larnaca                                                                   | Cipro                                                                     | 1 – 3                                                                     | Portogallo                                                                | Qual. Mondiali 2002                                                       | -1                                                                        |                                                                           |
| 6-10-2001                                                                 | Lisbona                                                                   | Portogallo                                                                | 5 – 0                                                                     | Estonia                                                                   | Qual. Mondiali 2002                                                       | -                                                                         |                                                                           |
| 14-11-2001                                                                | Lisbona                                                                   | Portogallo                                                                | 5 – 1                                                                     | Angola                                                                    | Amichevole                                                                | -1                                                                        | 46’                                                                       |
| 13-2-2002                                                                 | Barcellona                                                                | Spagna                                                                    | 1 – 1                                                                     | Portogallo                                                                | Amichevole                                                                | -1                                                                        | 46’                                                                       |
| 27-3-2002                                                                 | Porto                                                                     | Portogallo                                                                | 1 – 4                                                                     | Finlandia                                                                 | Amichevole                                                                | -3                                                                        | 46’                                                                       |
| 17-4-2002                                                                 | Lisbona                                                                   | Portogallo                                                                | 1 – 1                                                                     | Brasile                                                                   | Amichevole                                                                | -1                                                                        |                                                                           |
| 7-9-2002                                                                  | Birmingham                                                                | Inghilterra                                                               | 1 – 1                                                                     | Portogallo                                                                | Amichevole                                                                | -1                                                                        | 46’                                                                       |
| 12-10-2002                                                                | Lisbona                                                                   | Portogallo                                                                | 1 – 1                                                                     | Tunisia                                                                   | Amichevole                                                                | -1                                                                        |                                                                           |
| 12-2-2003                                                                 | Genova                                                                    | Italia                                                                    | 1 – 0                                                                     | Portogallo                                                                | Amichevole                                                                | -                                                                         |                                                                           |
| 29-3-2003                                                                 | Porto                                                                     | Portogallo                                                                | 2 – 1                                                                     | Brasile                                                                   | Amichevole                                                                | -1                                                                        |                                                                           |
| 2-4-2003                                                                  | Losanna                                                                   | Macedonia                                                                 | 0 – 1                                                                     | Portogallo                                                                | Amichevole                                                                | -                                                                         |                                                                           |
| 30-4-2003                                                                 | Eindhoven                                                                 | Paesi Bassi                                                               | 1 – 1                                                                     | Portogallo                                                                | Amichevole                                                                | -1                                                                        |                                                                           |
| 6-6-2003                                                                  | Braga                                                                     | Portogallo                                                                | 0 – 0                                                                     | Paraguay                                                                  | Amichevole                                                                | -                                                                         |                                                                           |
| 10-6-2003                                                                 | Oeiras                                                                    | Portogallo                                                                | 4 – 0                                                                     | Bolivia                                                                   | Amichevole                                                                | -                                                                         | 61’                                                                       |
| 20-8-2003                                                                 | Chaves                                                                    | Portogallo                                                                | 1 – 0                                                                     | Kazakistan                                                                | Amichevole                                                                | -                                                                         |                                                                           |
| 6-9-2003                                                                  | Guimarães                                                                 | Portogallo                                                                | 0 – 3                                                                     | Spagna                                                                    | Amichevole                                                                | -                                                                         | 82’                                                                       |
| 10-9-2003                                                                 | Oslo                                                                      | Norvegia                                                                  | 0 – 1                                                                     | Portogallo                                                                | Amichevole                                                                | -                                                                         | 77’                                                                       |
| 11-10-2003                                                                | Lisbona                                                                   | Portogallo                                                                | 5 – 3                                                                     | Albania                                                                   | Amichevole                                                                | -3                                                                        | 67’                                                                       |
| 15-11-2003                                                                | Aveiro                                                                    | Portogallo                                                                | 1 – 1                                                                     | Grecia                                                                    | Amichevole                                                                | -1                                                                        |                                                                           |
| 18-2-2004                                                                 | Loulé                                                                     | Portogallo                                                                | 1 – 1                                                                     | Inghilterra                                                               | Amichevole                                                                | -1                                                                        |                                                                           |
| 31-3-2004                                                                 | Braga                                                                     | Portogallo                                                                | 1 – 2                                                                     | Italia                                                                    | Amichevole                                                                | -2                                                                        |                                                                           |
| 28-4-2004                                                                 | Coimbra                                                                   | Portogallo                                                                | 2 – 2                                                                     | Svezia                                                                    | Amichevole                                                                | -2                                                                        |                                                                           |
| 5-6-2004                                                                  | Setúbal                                                                   | Portogallo                                                                | 4 – 1                                                                     | Lituania                                                                  | Amichevole                                                                | -1                                                                        |                                                                           |
| 12-6-2004                                                                 | Porto                                                                     | Portogallo                                                                | 1 – 2                                                                     | Grecia                                                                    | Euro 2004 - 1º turno                                                      | -2                                                                        |                                                                           |
| 16-6-2004                                                                 | Lisbona                                                                   | Portogallo                                                                | 2 – 0                                                                     | Russia                                                                    | Euro 2004 - 1º turno                                                      | -                                                                         |                                                                           |
| 20-6-2004                                                                 | Lisbona                                                                   | Spagna                                                                    | 0 – 1                                                                     | Portogallo                                                                | Euro 2004 - 1º turno                                                      | -                                                                         |                                                                           |
| 24-6-2004                                                                 | Lisbona                                                                   | Portogallo                                                                | 2 – 2                                                                     | Inghilterra                                                               | Euro 2004 - Quarti di finale                                              | -2                                                                        |                                                                           |
| 30-6-2004                                                                 | Lisbona                                                                   | Portogallo                                                                | 2 – 1                                                                     | Paesi Bassi                                                               | Euro 2004 - Semifinale                                                    | -1                                                                        |                                                                           |
| 4-7-2004                                                                  | Lisbona                                                                   | Portogallo                                                                | 0 – 1                                                                     | Grecia                                                                    | Euro 2004 - Finale                                                        | -1                                                                        |                                                                           |
| 4-9-2004                                                                  | Riga                                                                      | Lettonia                                                                  | 0 – 2                                                                     | Portogallo                                                                | Qual. Mondiali 2006                                                       | -                                                                         |                                                                           |
| 8-9-2004                                                                  | Leiria                                                                    | Portogallo                                                                | 4 – 0                                                                     | Estonia                                                                   | Qual. Mondiali 2006                                                       | -                                                                         |                                                                           |
| 9-10-2004                                                                 | Vaduz                                                                     | Liechtenstein                                                             | 2 – 2                                                                     | Portogallo                                                                | Qual. Mondiali 2006                                                       | -2                                                                        |                                                                           |
| 13-10-2004                                                                | Lisbona                                                                   | Portogallo                                                                | 7 – 1                                                                     | Russia                                                                    | Qual. Mondiali 2006                                                       | -1                                                                        |                                                                           |
| 17-11-2004                                                                | Lussemburgo                                                               | Lussemburgo                                                               | 0 – 5                                                                     | Portogallo                                                                | Qual. Mondiali 2006                                                       | -                                                                         |                                                                           |
| 9-2-2005                                                                  | Dublino                                                                   | Irlanda                                                                   | 1 – 0                                                                     | Portogallo                                                                | Amichevole                                                                | -                                                                         |                                                                           |
| 30-3-2005                                                                 | Bratislava                                                                | Slovacchia                                                                | 1 – 1                                                                     | Portogallo                                                                | Qual. Mondiali 2006                                                       | -1                                                                        |                                                                           |
| 4-6-2005                                                                  | Lisbona                                                                   | Portogallo                                                                | 2 – 0                                                                     | Slovacchia                                                                | Qual. Mondiali 2006                                                       | -                                                                         |                                                                           |
| 8-6-2005                                                                  | Tallinn                                                                   | Estonia                                                                   | 0 – 1                                                                     | Portogallo                                                                | Qual. Mondiali 2006                                                       | -                                                                         |                                                                           |
| 3-9-2005                                                                  | Loulé                                                                     | Portogallo                                                                | 6 – 0                                                                     | Lussemburgo                                                               | Qual. Mondiali 2006                                                       | -                                                                         |                                                                           |
| 7-9-2005                                                                  | Mosca                                                                     | Russia                                                                    | 0 – 0                                                                     | Portogallo                                                                | Qual. Mondiali 2006                                                       | -                                                                         |                                                                           |
| 8-10-2005                                                                 | Aveiro                                                                    | Portogallo                                                                | 2 – 1                                                                     | Liechtenstein                                                             | Qual. Mondiali 2006                                                       | -1                                                                        |                                                                           |
| 12-11-2005                                                                | Coimbra                                                                   | Portogallo                                                                | 2 – 0                                                                     | Croazia                                                                   | Amichevole                                                                | -                                                                         |                                                                           |
| 1-3-2006                                                                  | Düsseldorf                                                                | Portogallo                                                                | 3 – 0                                                                     | Arabia Saudita                                                            | Amichevole                                                                | -                                                                         |                                                                           |
| 27-5-2006                                                                 | Évora                                                                     | Portogallo                                                                | 4 – 1                                                                     | Capo Verde                                                                | Amichevole                                                                | -1                                                                        |                                                                           |
| 3-6-2006                                                                  | Metz                                                                      | Lussemburgo                                                               | 0 – 3                                                                     | Portogallo                                                                | Amichevole                                                                | -                                                                         |                                                                           |
| 11-6-2006                                                                 | Colonia                                                                   | Angola                                                                    | 0 – 1                                                                     | Portogallo                                                                | Mondiali 2006 - 1º turno                                                  | -                                                                         |                                                                           |
| 17-6-2006                                                                 | Francoforte sul Meno                                                      | Portogallo                                                                | 2 – 0                                                                     | Iran                                                                      | Mondiali 2006 - 1º turno                                                  | -                                                                         |                                                                           |
| 21-6-2006                                                                 | Gelsenkirchen                                                             | Portogallo                                                                | 2 – 1                                                                     | Messico                                                                   | Mondiali 2006 - 1º turno                                                  | -1                                                                        |                                                                           |
| 25-6-2006                                                                 | Norimberga                                                                | Paesi Bassi                                                               | 0 – 1                                                                     | Portogallo                                                                | Mondiali 2006 - Ottavi di finale                                          | -                                                                         |                                                                           |
| 1-7-2006                                                                  | Gelsenkirchen                                                             | Inghilterra                                                               | 0 – 0                                                                     | Portogallo                                                                | Mondiali 2006 - Quarti di finale                                          | -                                                                         |                                                                           |
| 5-7-2006                                                                  | Monaco di Baviera                                                         | Francia                                                                   | 1 – 0                                                                     | Portogallo                                                                | Mondiali 2006 - Semifinale                                                | -                                                                         |                                                                           |
| 8-7-2006                                                                  | Stoccarda                                                                 | Germania                                                                  | 3 – 1                                                                     | Portogallo                                                                | Mondiali 2006 - Finale 3º posto                                           | -3                                                                        |                                                                           |
| 1-9-2006                                                                  | Brøndby                                                                   | Danimarca                                                                 | 4 – 2                                                                     | Portogallo                                                                | Amichevole                                                                | -4                                                                        |                                                                           |
| 6-9-2006                                                                  | Helsinki                                                                  | Finlandia                                                                 | 1 – 1                                                                     | Portogallo                                                                | Qual. Euro 2008                                                           | -1                                                                        |                                                                           |
| 7-10-2006                                                                 | Porto                                                                     | Portogallo                                                                | 3 – 0                                                                     | Azerbaigian                                                               | Qual. Euro 2008                                                           | -                                                                         |                                                                           |
| 11-10-2006                                                                | Chorzów                                                                   | Polonia                                                                   | 2 – 1                                                                     | Portogallo                                                                | Qual. Euro 2008                                                           | -2                                                                        |                                                                           |
| 15-11-2006                                                                | Coimbra                                                                   | Portogallo                                                                | 3 – 0                                                                     | Kazakistan                                                                | Qual. Euro 2008                                                           | -                                                                         |                                                                           |
| 6-2-2007                                                                  | Londra                                                                    | Brasile                                                                   | 0 – 2                                                                     | Portogallo                                                                | Amichevole                                                                | -                                                                         |                                                                           |
| 24-3-2007                                                                 | Lisbona                                                                   | Portogallo                                                                | 4 – 0                                                                     | Belgio                                                                    | Qual. Euro 2008                                                           | -                                                                         |                                                                           |
| 28-3-2007                                                                 | Belgrado                                                                  | Serbia                                                                    | 1 – 1                                                                     | Portogallo                                                                | Qual. Euro 2008                                                           | -1                                                                        |                                                                           |
| 2-6-2007                                                                  | Bruxelles                                                                 | Belgio                                                                    | 1 – 2                                                                     | Portogallo                                                                | Qual. Euro 2008                                                           | -1                                                                        |                                                                           |
| 8-9-2007                                                                  | Lisbona                                                                   | Portogallo                                                                | 2 – 2                                                                     | Polonia                                                                   | Qual. Euro 2008                                                           | -2                                                                        |                                                                           |
| 12-9-2007                                                                 | Lisbona                                                                   | Portogallo                                                                | 1 – 1                                                                     | Serbia                                                                    | Qual. Euro 2008                                                           | -1                                                                        |                                                                           |
| 13-10-2007                                                                | Baku                                                                      | Azerbaigian                                                               | 0 – 2                                                                     | Portogallo                                                                | Qual. Euro 2008                                                           | -                                                                         |                                                                           |
| 17-10-2007                                                                | Almaty                                                                    | Kazakistan                                                                | 1 – 2                                                                     | Portogallo                                                                | Qual. Euro 2008                                                           | -1                                                                        |                                                                           |
| 17-11-2007                                                                | Leiria                                                                    | Portogallo                                                                | 1 – 0                                                                     | Armenia                                                                   | Qual. Euro 2008                                                           | -                                                                         |                                                                           |
| 21-11-2007                                                                | Porto                                                                     | Portogallo                                                                | 0 – 0                                                                     | Finlandia                                                                 | Qual. Euro 2008                                                           | -                                                                         |                                                                           |
| 6-2-2008                                                                  | Zurigo                                                                    | Italia                                                                    | 3 – 1                                                                     | Portogallo                                                                | Amichevole                                                                | -3                                                                        |                                                                           |
| 26-3-2008                                                                 | Düsseldorf                                                                | Grecia                                                                    | 2 – 1                                                                     | Portogallo                                                                | Amichevole                                                                | -2                                                                        |                                                                           |
| 31-5-2008                                                                 | Viseu                                                                     | Portogallo                                                                | 2 – 0                                                                     | Georgia                                                                   | Amichevole                                                                | -                                                                         |                                                                           |
| 7-6-2008                                                                  | Lancy                                                                     | Portogallo                                                                | 2 – 0                                                                     | Turchia                                                                   | Euro 2008 - 1º turno                                                      | -                                                                         |                                                                           |
| 11-6-2008                                                                 | Lancy                                                                     | Rep. Ceca                                                                 | 1 – 3                                                                     | Portogallo                                                                | Euro 2008 - 1º turno                                                      | -1                                                                        |                                                                           |
| 15-6-2008                                                                 | Basilea                                                                   | Svizzera                                                                  | 2 – 0                                                                     | Portogallo                                                                | Euro 2008 - 1º turno                                                      | -2                                                                        |                                                                           |
| 19-6-2008                                                                 | Basilea                                                                   | Portogallo                                                                | 2 – 3                                                                     | Germania                                                                  | Euro 2008 - Quarti di finale                                              | -3                                                                        |                                                                           |
| Totale                                                                    |                                                                           | Presenze                                                                  | 79                                                                        |                                                                           | Reti                                                                      | -61                                                                       |                                                                           |

## Palmarès

### Club

#### Competizioni nazionali
- Campionato portoghese: 1

Boavista: 2000-2001
- Coppa del Portogallo: 2

Boavista: 1996-1997
Sporting: 2006-2007
- Supercoppa di Portogallo: 1

Boavista: 1997